# Ligurische Grenzkammstraße

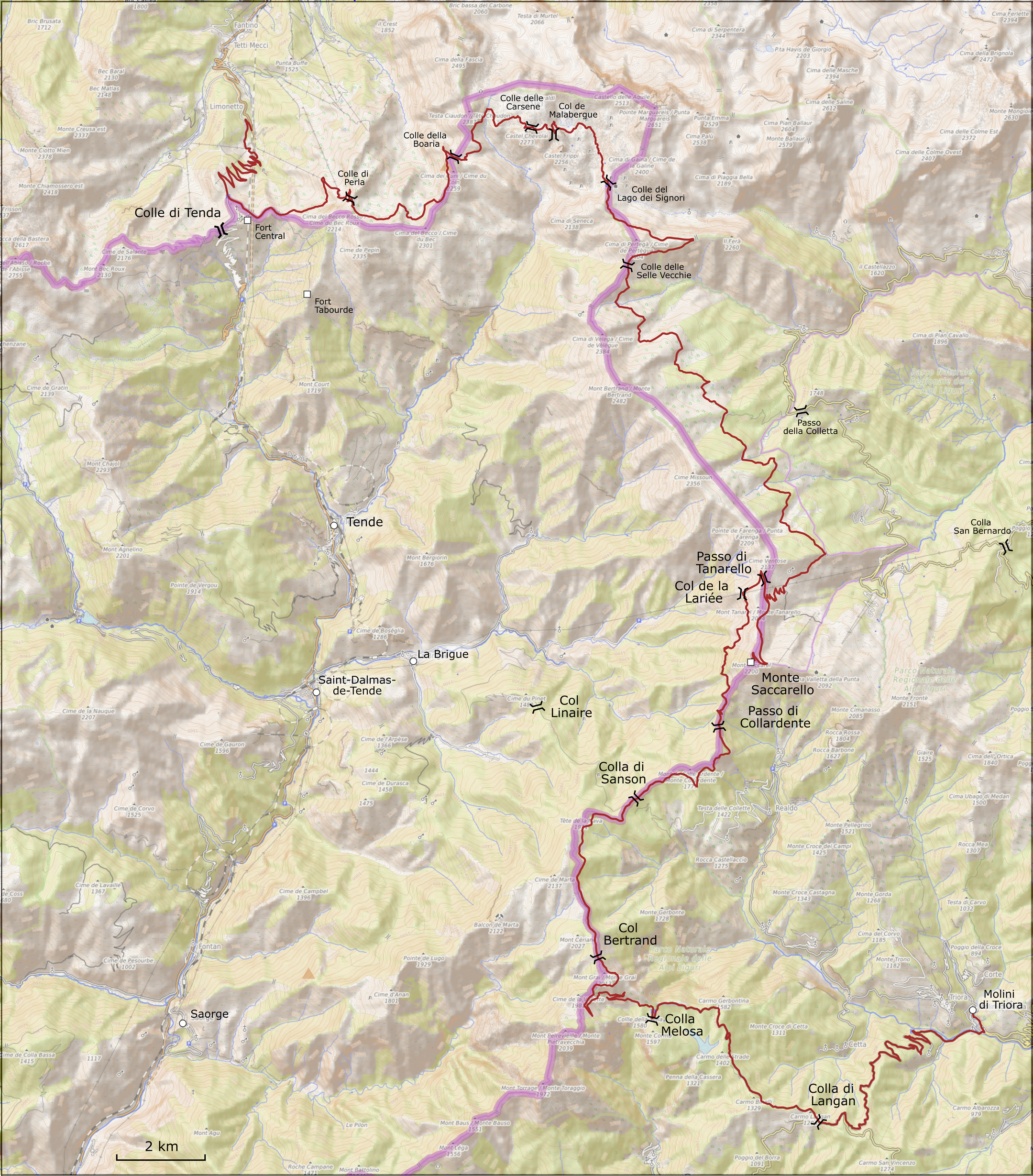
Lagekarte

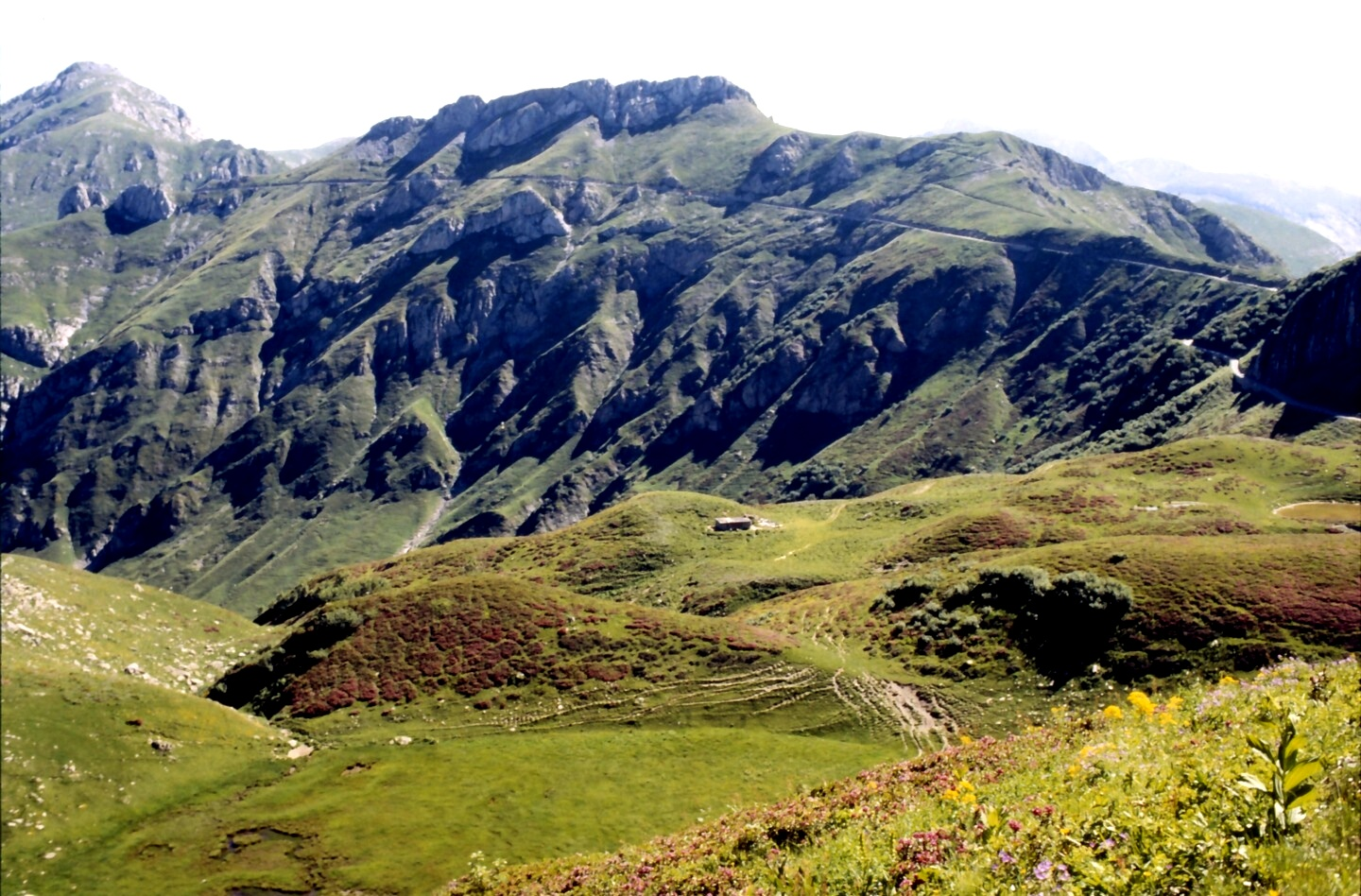
Blick auf einen nördlichen Abschnitt

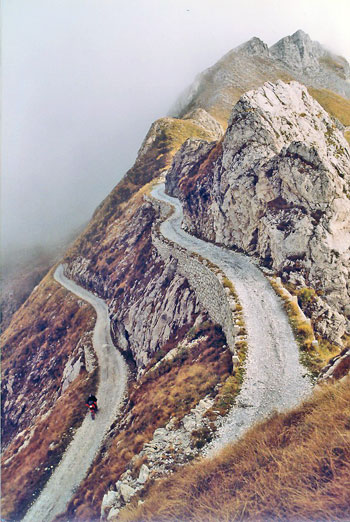
Am Col della Boaria

Die Ligurische Grenzkammstraße (häufig als LGKS abgekürzt, in manchen Landkarten auch fälschlicherweise als Seealpen-Grenzkammstraße verzeichnet; französisch Route du Marguareis; italienisch Alta via del Sale) führt als ehemalige Militärstraße entlang der Grenze zwischen Frankreich und Italien. Ihre auf losem Untergrund befahrbare Länge beträgt 63 Kilometer – vom Colla Melosa bis zum Abzweig am Colle di Tenda. Ein Großteil der Straße befindet sich in Höhenlagen über 2000 Meter. Der ca. 30 Kilometer lange Kernabschnitt der Straße ist für motorisierte Fahrzeuge mautpflichtig. Ebenfalls ist die Strecke dienstags und donnerstags für den motorisierten Verkehr gesperrt. Radfahrer und Wanderer müssen keine Maut bezahlen und können die Straße die ganze Woche nutzen.
Die Straße ist nach der Schneeschmelze im Sommer und Herbst geöffnet.
Die Grenzkammstraße wurde insbesondere zwischen den Weltkriegen in der Mussolinizeit benutzt und instand gehalten. Zahlreiche Militärforts, wie das Forte Centrale am Tenda-Pass von 1880, säumen die hochalpine Kammstraße. Die meisten Höhenforts wurden zwischen 1880 und 1940 erbaut. Die Straße überquert mehrmals die Grenze. Dieser für eine Militärstraße merkwürdige Umstand erklärt sich dadurch, dass in der Region der Grenzverlauf vor 1947 teilweise ein anderer war als heute.
Die Ligurische Grenzkammstraße ist ein Refugium von hohem Erholungswert, eine hochalpine Strecke über 60 Kilometer, auf der nur wenige Menschen unterwegs sind. Der Naturschutz fordert, sich an die Regeln des alpinen Schutzgebietes zu halten. An Geländewagen-Touristen, besonders aber an Enduro- und Mountainbikefahrer stellt die Befahrung der langen, unbefestigten Strecke abseits menschlicher Siedlungen erhebliche physische und psychische Anforderungen (durchschnittlich Schwierigkeitsgrad laut dem Großen Alpenstraßenführer des Denzel-Verlags: SG 3-4, stellenweise SG 4-5).

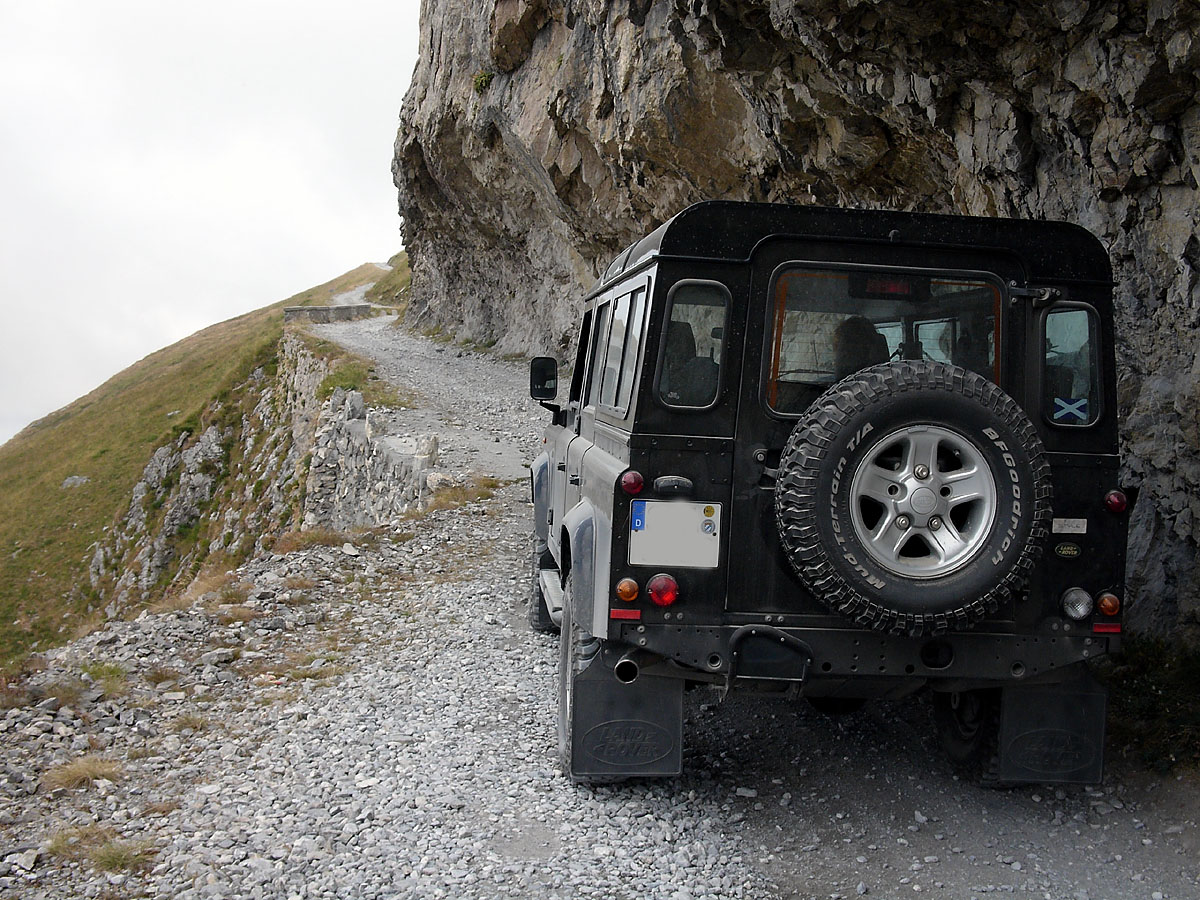
Mit dem Geländewagen auf der Ligurischen Grenzkammstraße
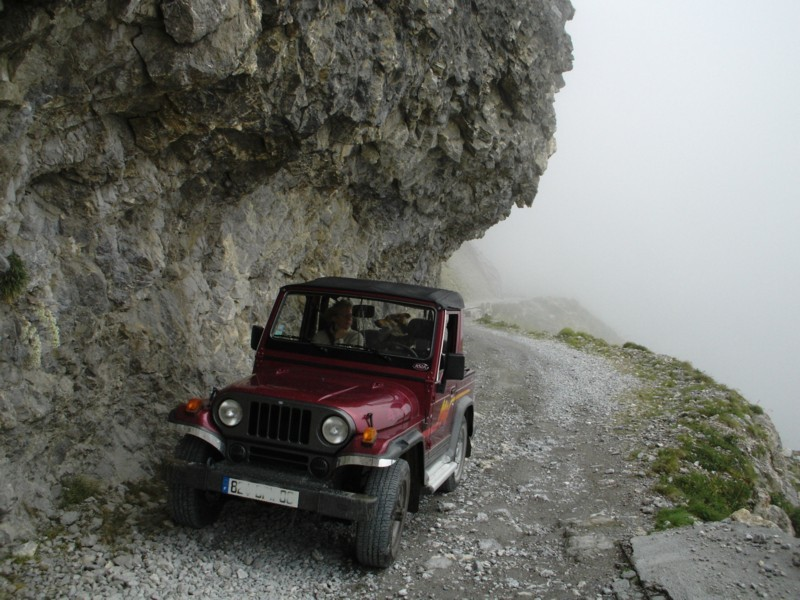
Südlich des Col des Seigneurs
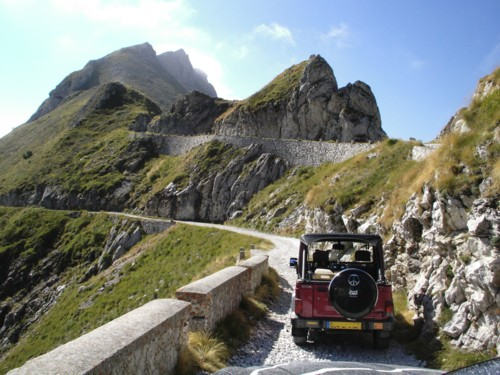
Am Col della Boaria, Blick nach Süden
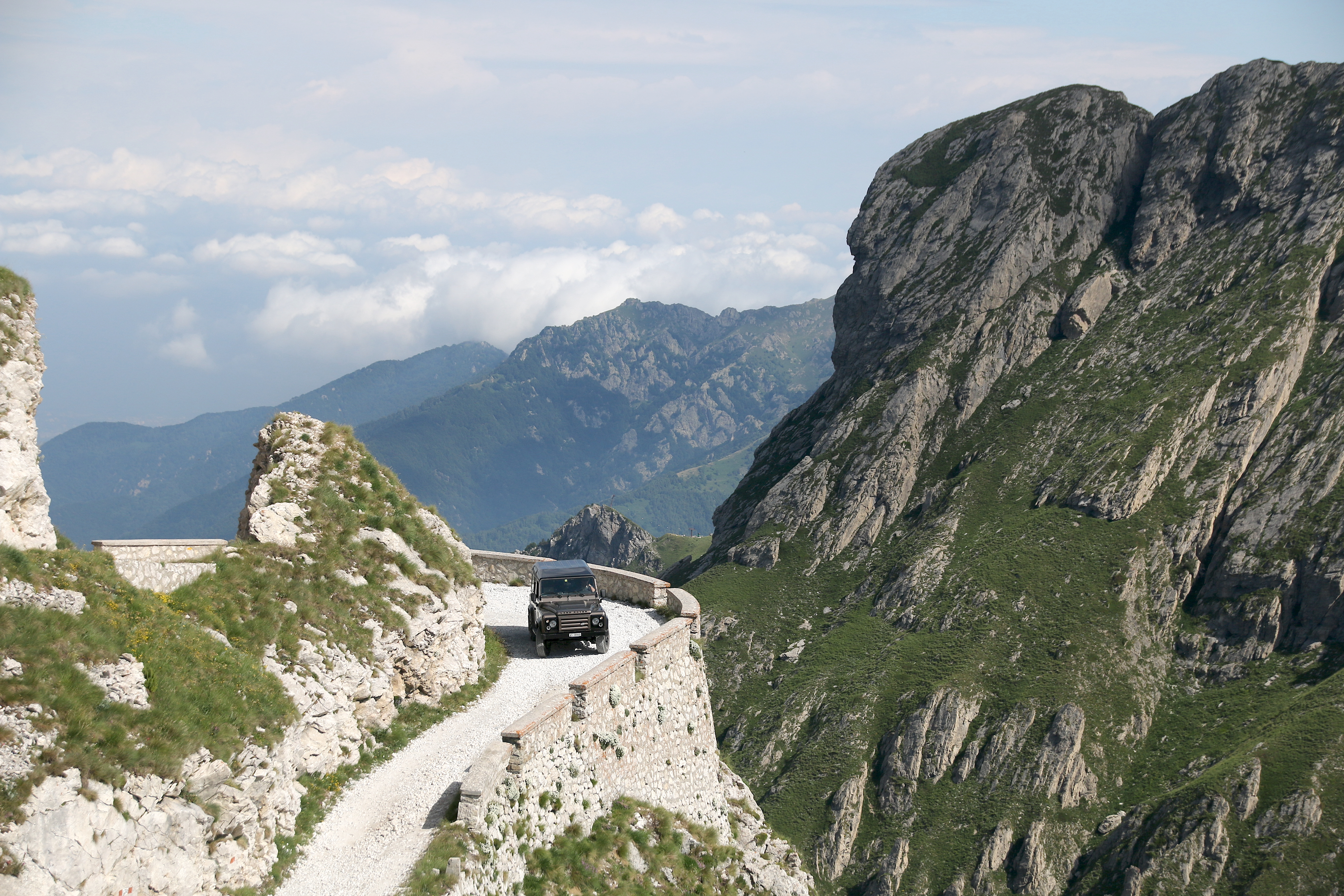
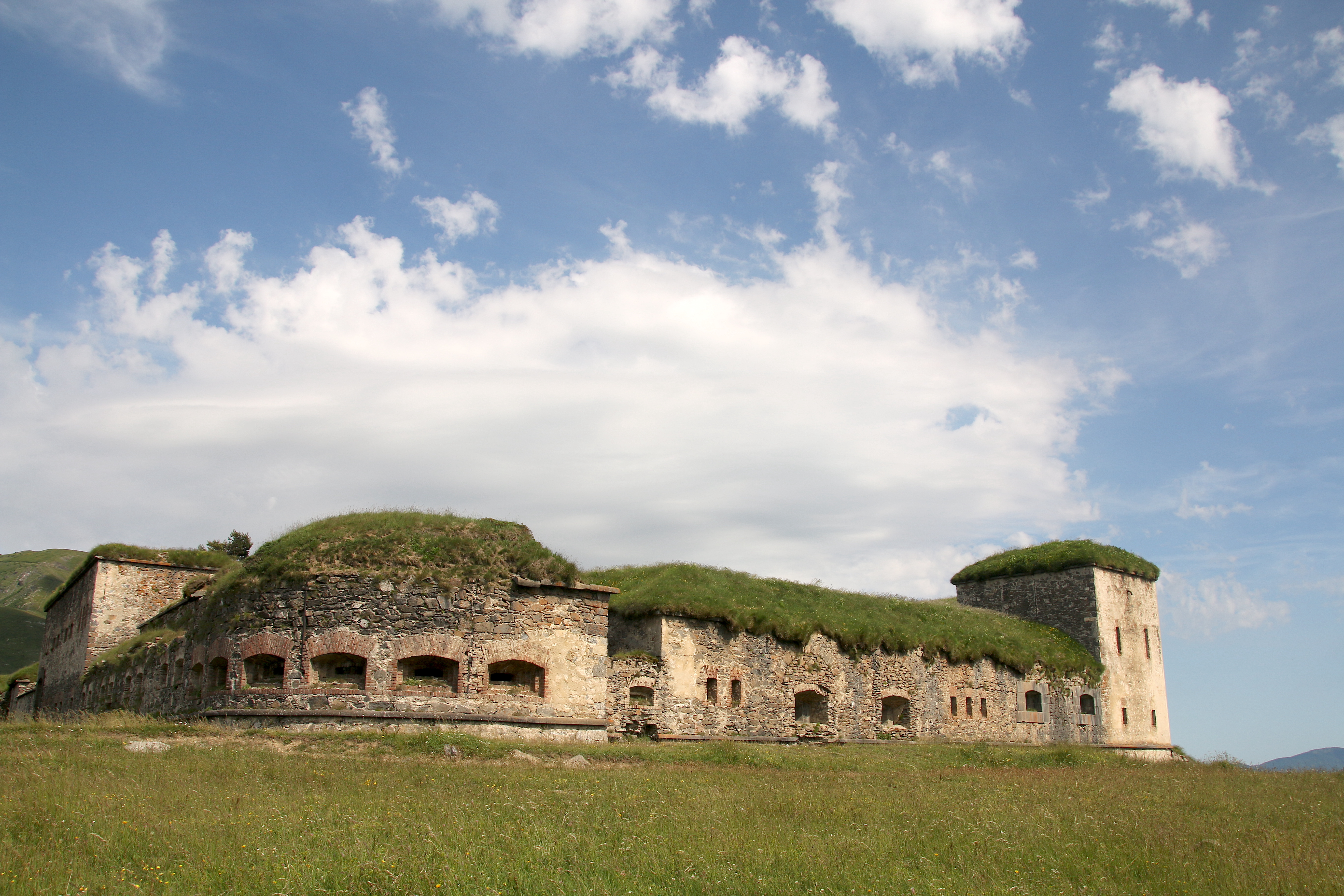
Fort Centrale